# Gilles Verdet
Pour les articles homonymes, voir Verdet.
 (juillet 2023).
Gilles Verdet, né le 21 juillet 1952 dans le quartier parisien de Ménilmontant, est un écrivain français, auteur de romans noirs et de nouvelles.

## Biographie
Après des études classiques chez les Oratoriens, il exerce de nombreux petits métiers : disquaire, marchand de bière et de whisky, photographe et dialoguiste pour la télévision. Au cinéma, il collabore à l'écriture du documentaire De chair et de lait (2013).
Son premier roman policier, Une arrière-saison en enfer, paru dans la collection Série noire en 2004, prend comme point de départ les réminiscences d'un promeneur parisien devant la Gare du Nord avant de s'attaquer sans concession à l'utopie violente des années 1970.
Larmes blanches (2007) mène de front deux récits entrelacés : l'un se déroule au Nord de l'Écosse, l'autre à Paris. Un matin, au fond d'un loch, Étienne Mouzon, un ancien taulard, aperçoit un cadavre à demi dévoré par des goélands. Il tente de découvrir l'énigme de cet assassinat avec l'aide d'Alfred, un policier écossais idéaliste. Pendant ce temps, sur le boulevard périphérique de Paris, un camion frigorifique se renverse accidentellement. Bruno, un SDF, qui se trouve là par hasard s'empare de vingt kilos de cocaïne qu'il découvre sous la cargaison de poissons frais.
Son recueil de nouvelles La Sieste des hippocampes (2008) remporte le prix Prométhée de la Nouvelle. Et en 2016, son recueil Fausses routes est Grand prix SGDL de la nouvelle.
En 2023, "Les Passagers", recueil de nouvelles, obtient le prix Boccace.
Prix du Nouveau Théâtre de Montreuil pour la nouvelle Hors-Champ, 2015, et premier prix grand public de la Cité Universitaire pour la nouvelle La passerelle, 2017.
Gilles Verdet est à l'origine d’un genre littéraire novateur : « Le roman de nouvelles », forme narrative habile et construction originale qui allie dans le même ouvrage les deux genres fictionnels traditionnels, le roman et la nouvelle, sans altérer la nature intrinsèque de chacun. La somme des nouvelles indépendantes compose un roman singulier, tel un puzzle littéraire.[réf. nécessaire]

## Engagement politique
En 2012, il soutient Jean-Luc Mélenchon, candidat du Front de gauche à l'élection présidentielle.

## Œuvre

### Romans
- Une arrière-saison en enfer, Paris, Gallimard, Série noire no 2701, 2004  (ISBN 2-07-042588-6)
- Larmes blanches, Paris, Buchet-Chastel, 2007  (ISBN 978-2-283-02257-3)
- Voici le temps des assassins, Marseille, Jigal, 2015  (ISBN 979-10-92016-32-1)
- Les Ardomphes, Ginkgo éditions, 2020  (ISBN 978-2-84679-458-9)
- Nom de noms, roman de nouvelles, éditions de l’Arbre Vengeur, 2021  (ISBN 9 782379 411175)
- L'Arrangement, roman, éditions in8, 2023  (ISBN 9 782379 411175)
- African Queens, roman, éditions Perles Rares 2025  (ISBN 978-2-959758-1-3[à vérifier : ISBN invalide])

### Recueils de nouvelles
- La Sieste des hippocampes, Paris-Monaco, Éditions du Rocher, 2008  (ISBN 978-2-268-06741-4)
- Fausses routes, Auxerre, éditions Rhubarbe, 2015  (ISBN 978-2-37475-0033)
- Les Passagers, éditions Rhubarbe, 2022  (ISBN 978-2-37475-0705)

### Publications dans recueils collectifs et revues littéraires
- Mauvaise rencontre, dans L'insolence du quiproquo, Éditions Lilo, 2010
- Le détroit, dans revue littéraire Harfang, 2014
- L'Epicène, dans revue littéraire Harfang, 2016
- Le silence mélodieux du pinson, dans revue l’Encrier renversé, 2019